# Ian Ballinger
Pour les articles homonymes, voir Ballinger (homonymie).
Ian Ballinger, né le 21 octobre 1925 à New Plymouth et mort le 24 décembre 2008 à Christchurch, est un tireur sportif néo-zélandais. Ballinger a participé à trois Jeux olympiques consécutifs (1968, 1972 and 1976) et deux Jeux du Commonwealth (1974 et 1978) dans la discipline du tir en position couchée.

## Palmarès

### Jeux olympiques d'été
- Jeux olympiques d'été de 1968 de Mexico
  -  Médaille de bronze en pistolet à 50m position couchée[2]